# Genetica populațiilor
Genetica populațiilor este studiul distribuției și modificărilor frecvențelor alelelor în cadrul unei populație și între populații diferite sub presiunea factorilor: selecția naturală⁠(en)[traduceți], deriva genetică⁠(en)[traduceți], mutația genetică⁠(en)[traduceți] și recombinare⁠(en)[traduceți]. Aceasta ia în calcul și factori ca migrația genetică⁠(en)[traduceți], schimbări ale mediului, categorisirea și structura populațiilor⁠(en)[traduceți]. Disciplina examinează fenomene ca adaptarea⁠(en)[traduceți] și speciația⁠(en)[traduceți].
Genetica populațiilor a fost un ingredient esențial în apariția sintezei evoluționare moderne⁠(en)[traduceți]. Fondatorii principali au fost Sewall Wright⁠(en)[traduceți], J. B. S. Haldane și Ronald Fisher, care au pus și bazele geneticii cantitative.
Este în mod tradițional o disciplină înalt matematizată, dar genetica populațiilor modernă incorporează cercetări de ordin teoretic, de laborator și cercetare pe teren⁠(en)[traduceți]. Începând cu anii 1980 au fost introduse și abordările computaționale, deseori folosind teoria coalescenței⁠(en)[traduceți].